# Liberazione di Roma (1409-1410)
La liberazione di Roma del 1409-1410 fu uno degli eventi bellici principali della guerra che vide contrapposti il Regno di Napoli e la lega anti-napoletana guidata dalle Repubbliche di Firenze e Siena.
Il 20 settembre 1410, dopo un assedio durato quasi un anno, le truppe napoletane furono costrette a lasciare Roma, incidendo in maniera decisiva sul fallimento del progetto di un'unità politica italiana sotto la corona di Napoli perseguito da Ladislao d'Angiò-Durazzo.

## Antefatti
Nei primi anni del XV secolo lo Stato Pontificio attraversava un periodo di forte difficoltà, dovuto allo Scisma d'Occidente ed alla cattività avignonese. Ladislao d'Angiò-Durazzo decise di approfittare della situazione di crisi in cui versava la composita realtà politica italiana per espandere notevolmente il Regno di Napoli e il suo potere su tutta la penisola italiana, soprattutto a discapito dei domini papali, appropriandosi e disponendo a suo piacimento di molti dei territori pontifici.
Nel suo progetto di unità politica italiana, sotto la sua corona, ottenne il sostegno della Repubblica di Venezia, mentre le maggiori potenze della Toscana, Firenze e Siena rifiutarono l'alleanza. L'opposizione delle due città toscane portò inevitabilmente alla guerra. Ladislao attaccò quindi la Repubblica di Siena dai suoi confini meridionali e, dopo aver fallito, il 2 aprile 1409, una congiura contro il governo senese, portò il suo esercito di fronte alle mura di Siena.
Il 24 aprile dello stesso anno, l'esercito senese uscito dalle porte Pispini, Romana e Tufi, attaccò l'esercito napoletano, guidato da Paolo Savelli, Paolo Orsini ed Angelo Tartaglia, accampato in Valli, costringendolo a ritirarsi e scongiurando il suo tentativo di assedio.
La grave minaccia che Ladislao rappresentava per i comuni del centro Italia e del nord Italia, ormai divenuta palese, portò alla costituzione di una lega capeggiata dalle città di Firenze e Siena, alle quali si aggiunsero i rappresentanti di altre città come Bologna. L'antipapa Alessandro V (che nel 1409 era stato eletto dal concilio pisano che aveva deposto Gregorio XII e Benedetto XIII nel vano tentativo di ricomporre lo Scisma d'Occidente) si oppose strenuamente a Ladislao: dopo averlo scomunicato, richiamò in Italia Luigi II d'Angiò-Valois e lo nominò re di Napoli.

## La battaglia
L'esercito della lega anti-napoletana, guidato da Angelo della Pergola, Braccio da Montone e Muzio Attendolo Sforza, partì dalla città senese di Chiusi nel settembre del 1409, per liberare lo Stato Pontificio dall'occupazione del Regno di Napoli. Dopo aver liberato Viterbo ed Orvieto senza combattere, l'esercito della lega giunse a Roma il 1º ottobre 1409, ingrossando le sue file con le truppe napoletane guidate da Paolo Orsini che passarono dalla parte alleata.
Con la complicità della popolazione romana filo-papale i contingenti senese e fiorentino occuparono, con il sacrificio di molti soldati, il Trastevere ed il Vaticano. L'assalto dell'esercito della lega non riuscì però a forzare le difese napoletane, che riuscirono a fortificarsi sulla sponda opposta del Tevere, impedendo così l'attraversamento del fiume alle milizie nemiche.
Vista l'impossibilità di proseguire, Luigi II d'Angiò-Valois decise di tornare in Francia, in modo da organizzare i rinforzi necessari per sconfiggere le truppe di Ladislao a Roma, mentre Bologna decise di ritirare le sue truppe. Rimasero quindi a Roma i soli contingenti delle Repubbliche di Firenze e Siena a continuare l'assedio, guidati da Braccio da Montone e Paolo Orsini.
Le navi cariche di rinforzi inviate da Luigi, dopo essere partite da Marsiglia il 23 aprile 1410 vennero fermate il 16 maggio 1410 alle secche della Meloria, attaccate dalla flotta napoletana e genovese. Dal violento scontro uscì sconfitta la flotta di Luigi, costretta a ripararsi nel porto di Livorno.
L'esercito del Regno di Napoli, forte di una strategica situazione di vantaggio creata dalla vittoria navale, venne diretto verso nord per proseguire la marcia di conquista della penisola, occupando Perugia nel tentativo di penetrare in Toscana. Tuttavia la scelta di Ladislao si rivelò errata, così facendo alleggerì eccessivamente le difese a Roma permettendo alle milizie fiorentine e senesi di vincere l'assedio e liberare la città nei primi mesi del 1410.

## Conseguenze
La vittoria riportata dalle truppe di Firenze e Siena si rivelò decisiva nella sconfitta dell'esercitò di Ladislao, che fu costretto infine a ritirare le sue truppe dopo l'arrivo a Roma di Luigi, il 20 settembre 1410.
Nei trattati di pace stipulati nel gennaio del 1411, il Regno di Napoli riconobbe l'autonomia delle Repubbliche di Firenze e Siena, restituendo i territori occupati durante la guerra.